# Monoparentalité en France
Cet article étudie, dans le cas de la France, les particularités de la monoparentalité et ses conséquences sur l'enfant qui ne vit qu'avec l'un de ses deux parents, et au parent isolé notamment sur les plans économique et juridique.

## Définition et statistiques
L'Insee appelle famille monoparentale une famille qui comprend un parent isolé avec un ou plusieurs enfants célibataires (n'ayant pas d'enfants).
Dans 85 % des cas, il s'agit d'une mère et de ses enfants. Entre 1982 et 2005, le nombre de familles monoparentales est passé de 887 000 à 1 758 000, ce qui s'explique principalement par l'augmentation du nombre de séparations des couples pendant cette période.
Un enfant sur sept ne vit qu’avec un seul de ses parents, le plus souvent sa mère, dans 85 % des cas. Le nombre des familles monoparentales augmente, il est passé, en France, de 776 000 familles en 1975 à 1 750 000 en 1999.
On[Qui ?] estime que 2,8 millions d'enfants de moins de 25 ans soit 17,7 % des enfants de cet âge vivent dans une famille monoparentale contre 7,7 % en 1968. Dans les années 1960, les familles monoparentales étaient dues surtout au veuvage. Ainsi, 20 % des hommes se retrouvaient-ils à la tête d'une famille. En 2005, ils sont 15 %. Après la séparation 25 % d'entre eux voient leurs enfants au moins une fois par semaine et 17 % sont déclarés cohabitants.
| Pour des raisons techniques, il est temporairement impossible d'afficher le graphique qui aurait dû être présenté ici. |
| Source Insee |

## Causes
Les causes peuvent être le décès d'un des parents, le divorce / la séparation des parents, la naissance alors que la mère ne vivait pas en couple, le refus du géniteur (père ou mère) d'assumer son rôle de parent ou la décision d'adopter un enfant seul(e).

## Conséquences
Concernant l’organisation, le parent seul exerce une activité professionnelle et doit gérer son travail et la garde des enfants, les courses, etc. La garde alternée permet un partage durant les weekends et les semaines de garde.

### Éducation
Pendant le mariage l’autorité parentale est détenue conjointement par le père et la mère. Dans le cas d’un divorce ou d’une séparation l'exercice en commun de l'autorité parentale est maintenu, le jugement de divorce ou de séparation de corps fixera les règles pour les enfants :
- exercice de l’autorité parentale ;
- lieu de résidence habituelle des enfants ;
- conditions d’exercice du droit de visite et d’hébergement ;
- pensions alimentaires.

Dans le cas d’un décès, le parent survivant assumera seul l’autorité parentale. En cas de rupture de PACS ou de concubinage, les parents ont tout intérêt à faire valider les mesures décidées pour les enfants par requête présentée au juge aux affaires matrimoniales du tribunal de grande instance du lieu de résidence des enfants.
Les parents seuls peuvent être confrontés à certaines remarques vis-à-vis de l’éducation qu’ils apportent à leurs enfants, sans que des études aient montré un lien probant entre la monoparentalité et ces problèmes.
- Enfants à difficultés scolaires ;
- Mal éduqués ;
- Manque affectif qui nuit à leur personnalité.

#### Délinquance des mineurs
Les mutations structurelles de la famille et les discordes parentales expliquent potentiellement la délinquance juvénile. Les familles recomposées, issues de remariage, sont aujourd'hui banalisées. Mais, contrairement à une intuition répandue, les études les plus fouillées concluent que les troubles du comportement juvénile risquent moins d'apparaître dans une famille monoparentale équilibrée qu'au sein d'une famille devenue un lieu de conflit.
Lorsqu'elle est violente, la période du divorce favorise l'apparition de dépression chez l'enfant qui se traduit par des comportements déviants, des fugues, l'inattention ou l'absentéisme scolaire, la violence, la toxicomanie. À elle seule, la structure de la famille explique assez peu la délinquance infantile ou juvénile. Mais, conjuguée à d'autres difficultés, elle devient potentiellement porteuse de risques.
En bonne place des obstacles à l'épanouissement des familles figurent la précarité économique et sociale. L'influence de ce facteur dans un contexte d'accroissement de la pauvreté et des inégalités mérite d'être soulignée.

### Économique

#### Niveau de vie
Le niveau de vie d’une famille monoparentale est plus faible, étant basé sur un seul revenu.
De l’enquête IPSOS-GE Money Bank de fin 2005, sur les rapports qu'entretiennent aujourd'hui les femmes vivant seules avec l'argent, il ressort que 67 % des femmes seules élevant un ou plusieurs enfants disent craindre fréquemment ou parfois le fait d'avoir du mal à finir le mois. Elles considèrent aussi que pour une femme seule, il est beaucoup plus difficile d'obtenir un crédit car elles n'ont pas de co-emprunteur (70 % dont 41 % sont même tout à fait d'accord avec cette affirmation).
Le rapport du Sénat formule quatorze propositions telles que le retour à l'emploi facilité pour les chefs de familles monoparentales, le rééquilibrage entre RMI et aide au Parent isolé (API), l’accès privilégié aux crèches, l’évaluation de la résidence alternée ou le calcul des pensions alimentaires fondés sur des critères objectifs.

#### Aides aux parents isolés
Mais il y a des aides comme l'Allocation de soutien familial (ASF), le Revenu de solidarité active (RSA) majoré (a remplacé l'Allocation de parent isolé ou API, en juin 2009) et versée uniquement si le salaire n'excède pas 735 € par mois. La pension alimentaire est source de conflits puisque le non versement de cette dernière représente environ 100 000 contentieux par an. Les familles monoparentales ne peuvent compter sur cette « aide ».
Le montant mensuel du RSA majoré dépend du nombre d'enfants à charge, il est égal à la différence entre le montant maximum de l'API et le total des ressources : salaires, pension alimentaire, certaines prestations et un forfait logement.
L'allocataire perçoit le RSA majoré jusqu'à ce que le plus jeune enfant ait trois ans, pendant douze mois consécutifs si les enfants sont âgés de plus de trois ans et si le parent a présenté sa demande dans les six mois à partir du moment où il assure seul la charge de l'enfant. Le droit à l'allocation est réétudié tous les trois mois. La prestation est versée chaque mois.
L'API a été remplacée par le RSA. Les conditions d'obtention et le calcul des droits sont différents de l'API. Le fait de percevoir le RSA implique automatiquement le versement de l'allocation de soutien familial, si aucune pension alimentaire n'est reçue.
L’allocation de Soutien Familial est versée aux personnes qui élèvent un enfant privé de l’aide de l’un ou de ses deux parents. Elle est versée au père ou à la mère qui élève seul(e) son enfant à la suite du décès d'un des parents ou si l'un d'eux n'a pas reconnu l'enfant ou l'a abandonné (elle est de 87,13 € par enfant en 2010).

## Droit de visite du parent non-gardien
L'Enquête longitudinale nationale sur les enfants et les jeunes a constaté que la plupart des parents gardiens sont favorables au maintien de liens entre les enfants et le parent non gardien, que la plupart des femmes n'ont pas cherché à empêcher leur ancien partenaire de voir les enfants même lorsqu'il y avait des antécédents de violence familiale, et que les femmes qui craignaient que soient commis des actes de violence voulaient qu'on leur offre des mesures de sécurité, comme la surveillance des visites, plutôt que d'interdire les visites.
Les chercheurs et les cliniciens ont constaté que les pères avaient tendance à s'éloigner progressivement de leurs enfants. Ce phénomène constitue une préoccupation pour la société parce que l'appui économique apporté par le parent non-gardien est directement relié au développement harmonieux des enfants. Le maintien de relations avec le parent non gardien est associé à un développement harmonieux pour la plupart des enfants mais pas tous.
Les causes de cet éloignement progressif et statistique est polémique, pour une partie des associations familiales la cause principale serait due à des entraves du fait du parent gardien, le plus souvent la mère (syndrome d'aliénation parentale).
D'autres associations mettent en avant des études comme celle de Richardson qui dédouane complètement le parent gardien et celles de Furstenberg et de Buchanan qui mettent même en doute l'intérêt de l'enfant à conserver un lien, autre que financier, avec son père,.
Il faut cependant observer que Richardson bâtit ses conclusions, non sur des faits mais sur les seules allégations des parents gardiens.

## Pour approfondir